# Osmotherley (North Yorkshire)
Osmotherley is een civil parish in het bestuurlijke gebied Hambleton, in het Engelse graafschap North Yorkshire met 668 inwoners.